# 핸섬피플
핸섬피플(영어: Handsome People)은 대한민국의 가수인 테이와 음악 프로듀서인 영호, 기타리스트인 엄주혁으로 구성된 대한민국의 남성 3인조 밴드이다. 2011년 3월 3일 디지털 싱글 《Shall We Dance》로 처음 데뷔하였다.

## 음반 활동

### 정규 앨범
- 《Are You Handsome?》 (2012)

### 싱글 앨범
- 《Shall we dance?》 (2011)
- 《들국화 리메이크 앨범 Part. 2 세계로 가는 기차》 (2011)
- 《Crazy》 (2011)
- 《나는 작사가다 Season 3 '그런 날이 있잖아'》 (2011)
- 《Disco girl》 (2012)